# Холек, Вацлав
Вацлав Холек (чеш. Václav Holek; 24 сентября 1886 года, Мале Неподржице — 13 ноября 1954 года, Брно) — чешский инженер и конструктор стрелкового оружия. Один из выдающихся разработчиков оружия в довоенной Чехословакии. За годы своей деятельности он подал заявку на более чем 75 патентов. Брат Эммануила Холека, конструктора винтовки ZH-29.

## Биография
Вацлав Холек родился в деревне Мале-Неподржице в южной Чехии в 1886 году. Пройдя обучение оружейному мастерству, впоследствии продолжил учёбу в городе Писек. В 1905 году он начал работать с компанией Антона Мулача в Вене, а с 1910 года он получил работу у оружейного мастера Яна Новотны в Праге, где принимал участие в переработке охотничьих ружей системы Holland & Holland. Во время Первой мировой войны компания производила артиллерийские орудия для Австро-Венгерской армии.
В 1918 году Холек перешел в недавно созданную сыном Яна Новотны компанию Zbrojovka Praga, занимавшуюся производством огнестрельного оружия. Здесь, в 1920 году, он создал компактный самозарядный пистолет Praga 21. И именно здесь весной 1921 года Вацлав Холек сконструировал ручной пулемет, принятый на вооружение чехословацкой армией как PRAGA vz. 24, являвшийся прямым предшественником пулемёта ZB vz. 26.
В декабре 1924 года Холек перешел в Zbrojovka Brno, где в 1930-х годах он разработал пулемет ZB-53, на базе которого был создан пулемет BESA, производившийся в Великобритании для оснащения танков.
Во время Второй мировой войны и в послевоенные годы Вацлав Холек разработал ряд современных образцов огнестрельного оружия, из которых только пулемёт Vz. 52 увидел производственную линию.
Вацлав Холек умер в Брно 13 декабря 1954 года в возрасте 68 лет.

## Разработки

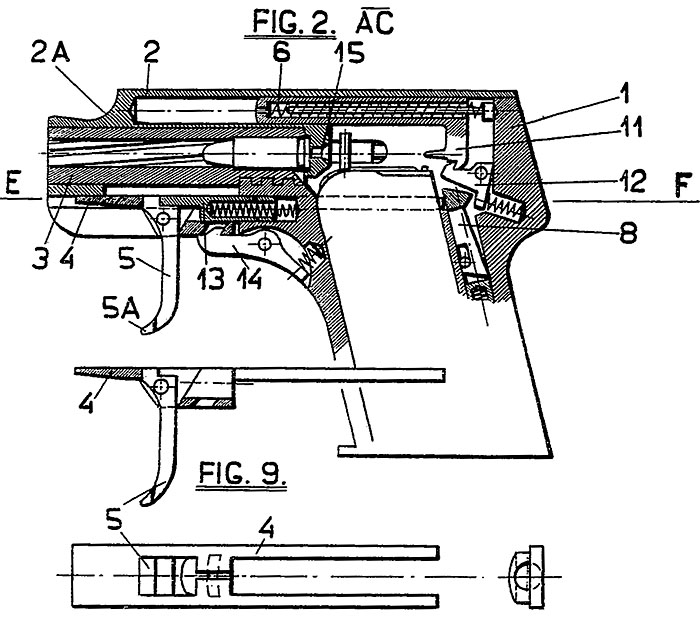
Пистолет «Збройовка Прага Модель 21» (Zbrojovka Praga Model 21). Система Вацлава Холека. Главным нововведением в конструкции пистолета «Збройовка Прага Модель 21» Вацлава Холека является складывающийся спусковой крючок, который выпадает, как только затвор оттягивается примерно на 2 мм, а также паз для пальца в передней части затвора, позволяющий взводить и таким образом отпускать спусковой крючок одной рукой.

- Praga 21
- ZB vz. 26
- ZB vz. 30
- ZB-53
- Vz. 52
- ZB-47